# Budynek Urzędu Wojewódzkiego w Bydgoszczy

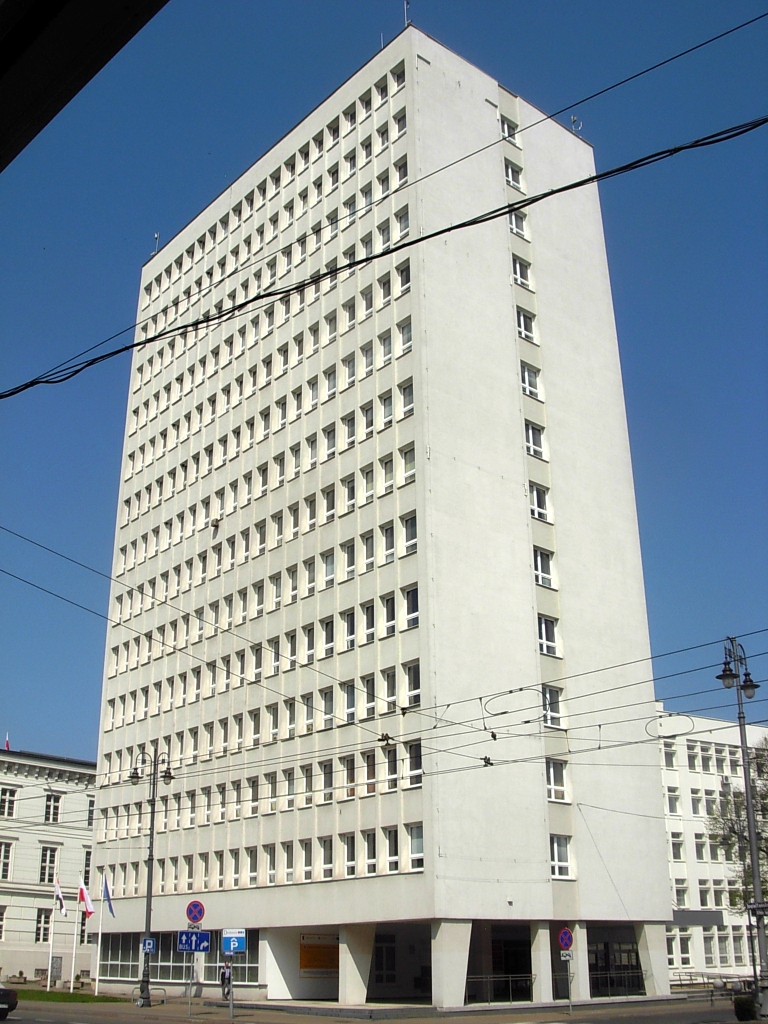
Biurowiec Urzędu Wojewódzkiego (1969)

Budynek Urzędu Wojewódzkiego w Bydgoszczy – zabytkowy budynek administracyjny, położony przy ul. Jagiellońskiej 3 w Bydgoszczy.

## Położenie
Zespół budynków Urzędu Wojewódzkiego w Bydgoszczy znajduje się w centrum miasta, na południowym skraju parku im. Kazimierza Wielkiego. Najstarszy budynek zlokalizowany jest przy ul. Jagiellońskiej 3, a budynki nowsze: czternastokondygnacyjny biurowiec oraz budynek administracyjny znajdują się wzdłuż ulicy Konarskiego.

## Historia
Najstarszy z budynków obecnego Urzędu Wojewódzkiego został wzniesiony w latach 1834-1836 jako siedziba władz rejencji bydgoskiej. Lokalizacja przy ulicy Jagiellońskiej, na ówczesnym przedmieściu Gdańskim przesądziła o rozwoju tej dzielnicy miasta i przekształceniu jej w następnych dziesięcioleciach w nowoczesne centrum administracyjno-oświatowe miasta.
Rejencja bydgoska była pruską jednostką administracyjną, powstałą w 1815 r., w obrębie Wielkiego Księstwa Poznańskiego. Urzędnicy początkowo mieścili się w budynku przy Starym Rynku, wzniesionym w 1778 r. dla władz Obwodu Nadnoteckiego. Rozwój instytucji spowodował, że konieczna stała się budowa nowego budynku administracyjnego.
Kamień węgielny pod budowę gmachu położono 8 czerwca 1834 roku. Budynek wzniesiono w ciągu dwóch lat według projektu radcy budowlanego Carla Adlera, skorygowanego przez Karla Friedricha Schinkla, pracującego wówczas w Wyższej Deputacji Budowlanej w Berlinie. Kierownikiem budowy był bydgoski radca regencyjny Friedrich Obuch.
W latach 1863–1864 gmach został rozbudowany o dwa niewielkie ryzality boczne. Natomiast w latach 1898–1900 przebudowano częściowo istniejący budynek oraz dobudowano w narożach cztery skrzydła boczne według projektu krajowego inspektora budowlanego Busse’go.
Pierwotnie w piwnicach znajdowały się mieszkania służbowe, pralnia, zakład litograficzny i skład opału. Na parterze umieszczono prezydium, kancelarię, administrację katastralną, wydział okręgowy oraz księgowość. Natomiast na pierwszym piętrze oprócz wydziału prezydialnego znajdowała się czytelnia, biblioteka i sala posiedzeń (pow. 100 m²). Pomieszczenia wydziałów: szkolnego, podatkowego i leśnictwa mieściły się na drugim piętrze, a na poddaszu – magazyn.
Po włączeniu Bydgoszczy do odrodzonego państwa polskiego, okręgi rejencyjne zostały zlikwidowane. Bydgoszcz znalazła się w województwie poznańskim, założonym w granicach dawnej pruskiej prowincji Poznańskiej. Opuszczony gmach został zagospodarowany przez polskie instytucje państwowe, m.in. Dyrekcję Lasów Państwowych, Izbę Kontroli Rachunkowej Ministerstwa Poczt i Telegrafów, Okręgowy Urząd Skarbowy, powiatowy Inspektorat Szkolny oraz Inspektorat Pracy.
W okresie okupacji hitlerowskiej w budynku umieszczono urzędników reaktywowanej rejencji bydgoskiej w obrębie Okręgu Gdańsk-Prusy Zachodnie.
Po wyzwoleniu Bydgoszczy, w marcu 1945 r. w budynku ulokowano Pomorski Urząd Wojewódzki. Odtąd był on bez przerwy siedzibą polskich władz wojewódzkich. Od 1945 do 1950 mieścił się tu Urząd Wojewódzki Pomorski, w latach 1950–1975 Prezydium Wojewódzkiej Rady Narodowej (tzw dużego województwa bydgoskiego), 1975-1998 Urząd Wojewódzki i Sejmik Samorządowy Województwa Bydgoskiego, a po reformie administracyjnej od roku 1999 jest siedzibą Kujawsko-Pomorskiego Urzędu Wojewódzkiego.
W latach 60. XX wieku siedzibę urzędu rozbudowano o poboczne budynki, połączone łącznikami z obiektem centralnym. Były to:
- sala konferencyjna (1960-1963), wzniesiona na zapleczu budynku zabytkowego, według projektu inż. arch. Tadeusza Czarniawskiego,
- budynek stojący wzdłuż ul. Konarskiego, zbudowany w latach 1962-1965 według projektu arch. J. Jerki,
- czternastokondygnacyjny biurowiec na rogu ul. Jagiellońskiej i Konarskiego, zbudowany w latach 1966-1969 według projektu inż. Bronisława Jabłonki[3].

## Architektura
Budynek wzniesiono na rzucie wydłużonego prostokąta, z czterema skrzydłami w narożach. Najstarszy, centralny korpus budowli wzniesiono w stylu klasycystycznym, a późniejsze ryzality boczne i skrzydła w duchu architektury eklektycznej nawiązującej w podziałach i wystroju architektonicznym do wcześniejszej stylistyki. Na osi korpusu od strony elewacji tylnej znajduje się połączona łącznikiem, założona na planie trapezu sala konferencyjna.
Budynek posiada symetryczny kształt. Jest podpiwniczony, dwupiętrowy z poddaszem, nakryty dachami dwuspadowymi. Część frontowa korpusu głównego mieszcząca na osi wejście główne jest lekko zryzalitowana. Parter jest zdobiony boniowaniem, a elewację frontową zwieńcza wysunięty profilowany gzyms, wsparty rzędem konsol.
We wnętrzach zachowany jest pierwotny układ pomieszczeń. Akcent stanowi reprezentacyjna klatka schodowa ze schodami „zwierciadlanymi” i ażurową balustradą. W parterze skrzydła północno-wschodniego zachowana jest natomiast marmurowa kolumna toskańska z czasów budowy.
Przed głównym gmachem znajduje się kamień memorialny (1998) upamiętniający wydarzenia bydgoskie z marca 1981 r., a także dwa bożodrzewy gruczołowate o obwodach ponad 250 cm każdy, które uznane są za pomniki przyrody.

## Galeria

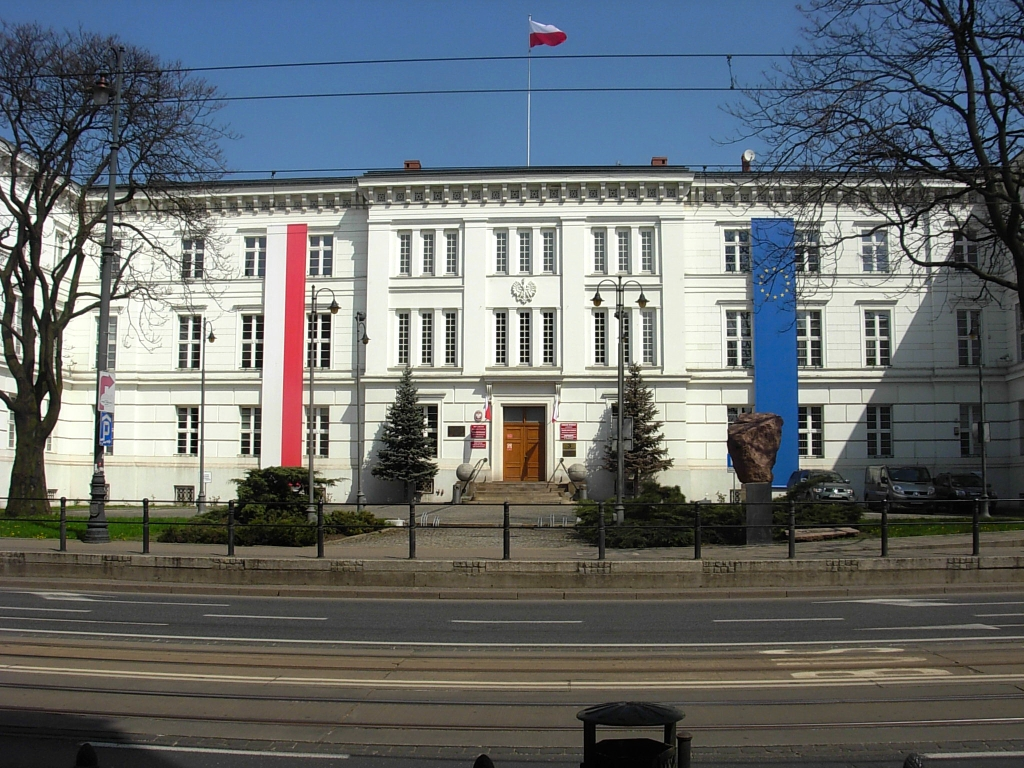
Od ul. Jagiellońskiej
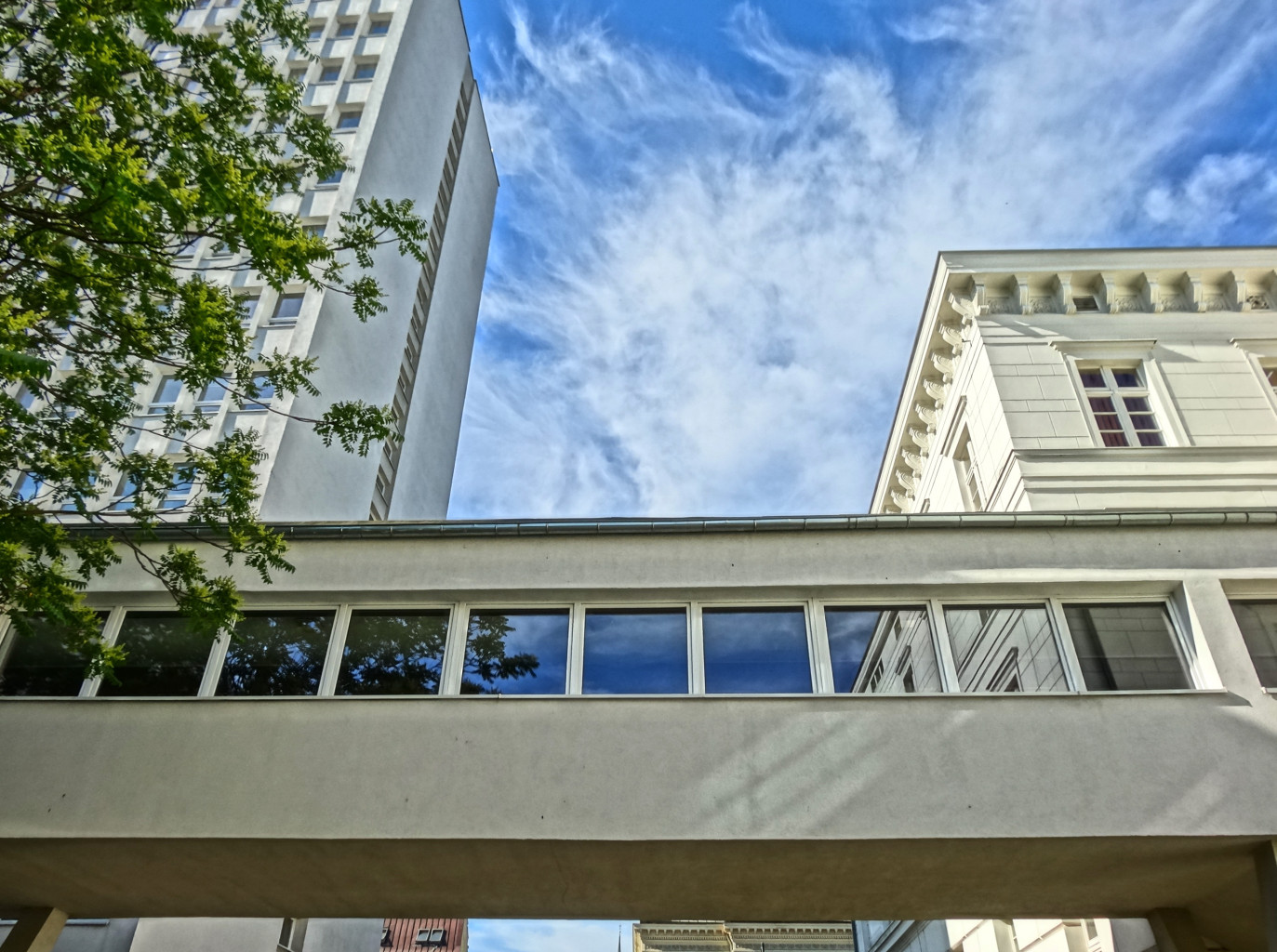
Łącznik
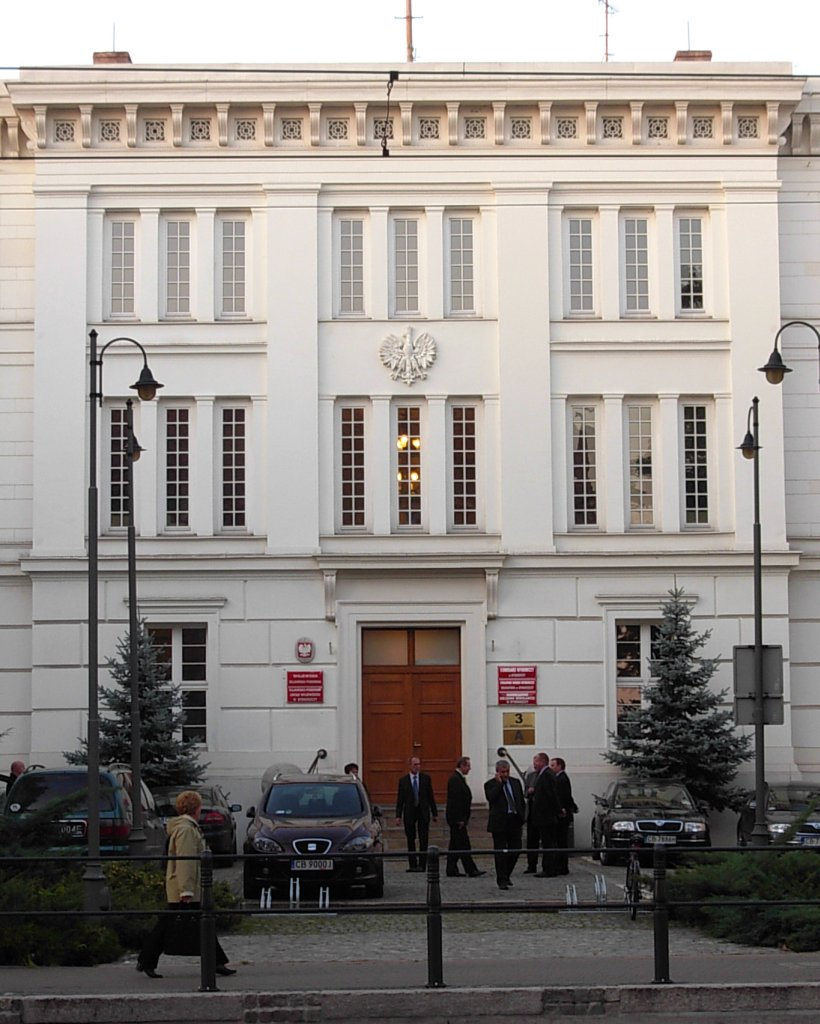
Politycy
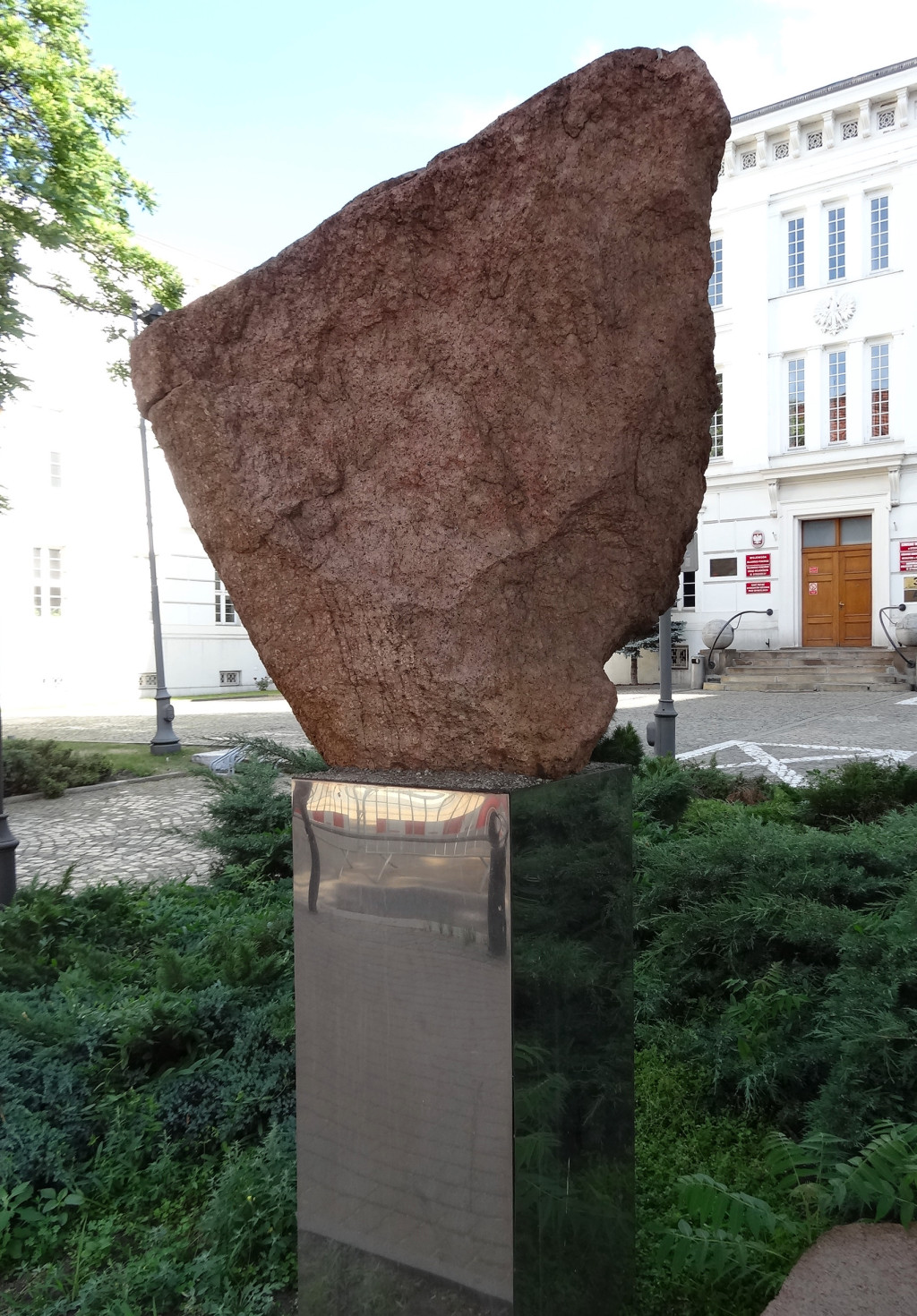
Kamień upamiętniający wydarzenia z 19 marca 1981